# Schlacht bei Falkirk (1746)
Die Schlacht bei Falkirk vom 17. Januar 1746 zwischen Truppen der britischen Krone und der Armee der Jakobiten unter Prinz Charles Edward Stuart fand während des schottischen Jakobitenaufstands von 1745 südwestlich von Falkirk in Schottland statt und endete mit einem Sieg der Jakobiten.

## Geschichtlicher Hintergrund
Im Jahre 1745 kam es in Schottland zum Aufstand der Jakobiten, den Anhängern des im Zuge der Glorious Revolution abgesetzten Königs Jakob II. und seiner Nachfahren. Angeführt wurden die Aufständischen von Charles Edward Stuart („Bonnie Prince Charlie“), dem Enkel des abgesetzten Königs Jakob II. Die Jakobiten waren in der Schlacht bei Prestonpans gegen die britischen Regierungstruppen siegreich. Nennenswerten Widerstand gab es danach in Schottland nicht mehr, lediglich die Festungen Edinburgh Castle und Stirling Castle wurden von Regierungstruppen gehalten. Die von Charles Edward Stuart geführte Jakobitenarmee war nach England einmarschiert und bis Derby vorgestoßen, musste sich dann aber vor zahlenmäßig weit überlegenen Regierungstruppen nach Schottland zurückziehen.

## Schlachtverlauf
Der Vorstoß nach England führte, auch wenn er erfolglos war, zu einer Verstärkung der jakobitischen Truppen. Nach dem Rückzug schloss sich Charles Edward Stuart mit seiner weitgehend aus Hochländern bestehenden Armee der Belagerung von Stirling Castle, das von einer Garnison unter Generalmajor Blakeney verteidigt wurde, an.
Generalleutnant Henry Hawley, der nach der Niederlage der britischen Regierungstruppen bei Prestonpans General John Cope als Oberbefehlshaber der britischen Regierungstruppen in Schottland abgelöst hatte, marschierte mit insgesamt etwa 7.000 Mann aus Edinburgh heran. Am 17. Januar 1746 beobachteten die Vorhuten der Regierungsarmee, wie sich die von Lord George Murray geführten Jakobiten mit etwa 5.000 Mann auf dem Falkirk Muir zum Kampf aufstellten, einer ebenen Fläche südwestlich des Ortes. Hawley wurde aus seinem Quartier geholt und ritt so eilig in das Lager der Regierungstruppen, dass er vergaß, seine Serviette abzunehmen. Das Wetter war sehr schlecht, es regnete und war dunkel.
Weil Hawley glaubte, dass die Hochländer seiner Kavallerie nicht standhalten würden, formierte er seine Truppen so, dass drei Dragonerregimenter die Frontlinie auf seinem linken Flügel bildeten. Die Artillerie war im Schlamm steckengeblieben und nahm nicht am Kampf teil. Hawley befahl den Dragonern, anzugreifen. Die Hochländer empfingen sie mit einer Musketensalve, woraufhin sich die drei Regimenter auflösten und flohen. Die Hochländer griffen nun die in zwei Linien aufgestellte Infanterie an und schlugen sie ebenfalls in die Flucht, bis auf drei Regimenter, die zusammenhielten und die Nachhut beim Rückzug der Regierungstruppen in Richtung Edinburgh bildeten. Diese Soldaten schleppten auch die stehen gebliebenen Geschütze mit, um sie nicht in die Hände der Feinde fallen zu lassen. Die Schlacht hatte nur 20 Minuten gedauert. Die Hochländer hatten lediglich 40 Gefallene, etwa 80 Verwundete und einen Gefangenen zu beklagen. Die mit Sicherheit wesentlich höheren Verluste der Regierungstruppen sind nicht bekannt. Der Sieg verschaffte den Jakobiten einen letzten Aufschub, bis die Schlacht bei Culloden am 16. April 1746 den endgültigen Zusammenbruch ihres Aufstands bewirkte.